# Tony Reading
Anthony „Tony“ Reading (* 1940 in Hendon, Middlesex, England) ist ein britischer Szenenbildner und Artdirector.

## Leben
Campbell begann seine Karriere im Filmstab 1961 als im Abspann nicht genannter Technischer Zeichner bei den Dreharbeiten zu José Quinteros Drama Der römische Frühling der Mrs. Stone. Es folgten weitere Filme in dieser Funktion ohne Credit, darunter Stanley Kubricks Science-Fiction-Film 2001: Odyssee im Weltraum, ehe er sich zum Assistenten des Artdirectors hochgearbeitet hatte. Zwischen Ende der 1970er und Mitte der 1980er Jahre war er als Artdirector an einer Reihe großer britischer Filmproduktionen tätig, darunter Superman, Krull und Die Bounty, und schaffte schließlich auch den Sprung nach Hollywood.
1982 war er für Miloš Forman Literaturverfilmung Ragtime zusammen mit John Graysmark, Patrizia von Brandenstein, George DeTitta Sr., George DeTitta Jr. und Peter Howitt für den Oscar in der Kategorie Bestes Szenenbild nominiert, die Auszeichnung ging in diesem Jahr jedoch an Steven Spielbergs Jäger des verlorenen Schatzes. Zu Campbells weiteren Filmen zählen unter anderem Clint Eastwoods Weißer Jäger, schwarzes Herz, der James-Bond-Film James Bond 007 – Der Morgen stirbt nie und Ron Howards The Da Vinci Code – Sakrileg. Für die Dan-Brown-Verfilmung war er 2007 für den Excellence in Production Design Award der Art Directors Guild nominiert.

## Filmografie (Auswahl)
- 1961: Der römische Frühling der Mrs. Stone (The Roman Spring of Mrs. Stone)
- 1968: 2001: Odyssee im Weltraum (2001: A Space Odyssey)
- 1969: Luftschlacht um England (Battle of Britain)
- 1976: Robin und Marian (Robin and Marian)
- 1978: Superman
- 1980: Flash Gordon
- 1981: Ragtime
- 1983: Krull
- 1984: Die Bounty (The Bounty)
- 1988: Willow
- 1990: Weißer Jäger, schwarzes Herz (White Hunter Black Heart)
- 1992: In einem fernen Land (Far and Away)
- 1997: Event Horizon – Am Rande des Universums (Event Horizon)
- 1997: James Bond 007 – Der Morgen stirbt nie (Tomorrow Never Dies)
- 1997: The Saint – Der Mann ohne Namen (The Saint)
- 1999: Die Mumie (The Mummy)
- 2001: Die Mumie kehrt zurück (The Mummy Returns)
- 2003: Shanghai Knights
- 2006: The Da Vinci Code – Sakrileg (The Da Vinci Code)

## Auszeichnungen (Auswahl)
- 1982: Oscar-Nominierung in der Kategorie Bestes Szenenbild für Ragtime